# Terra Vecchia

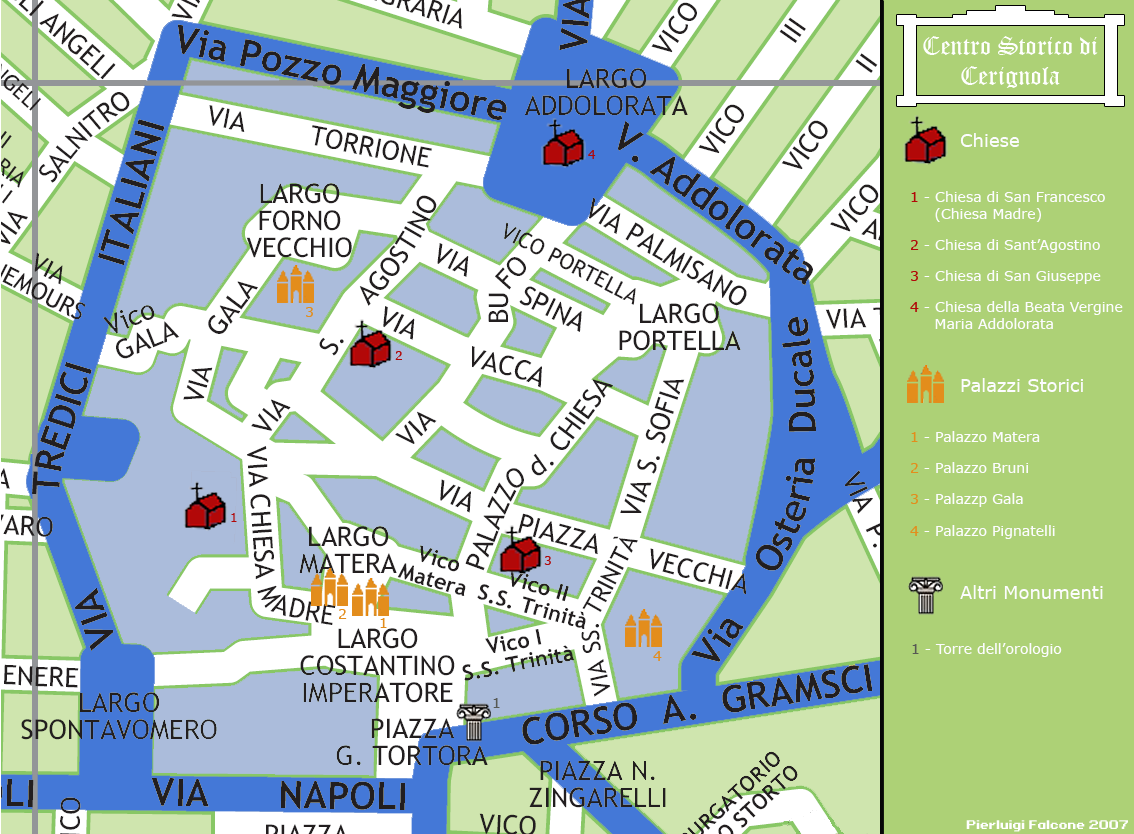
Pianta della Terra Vecchia.

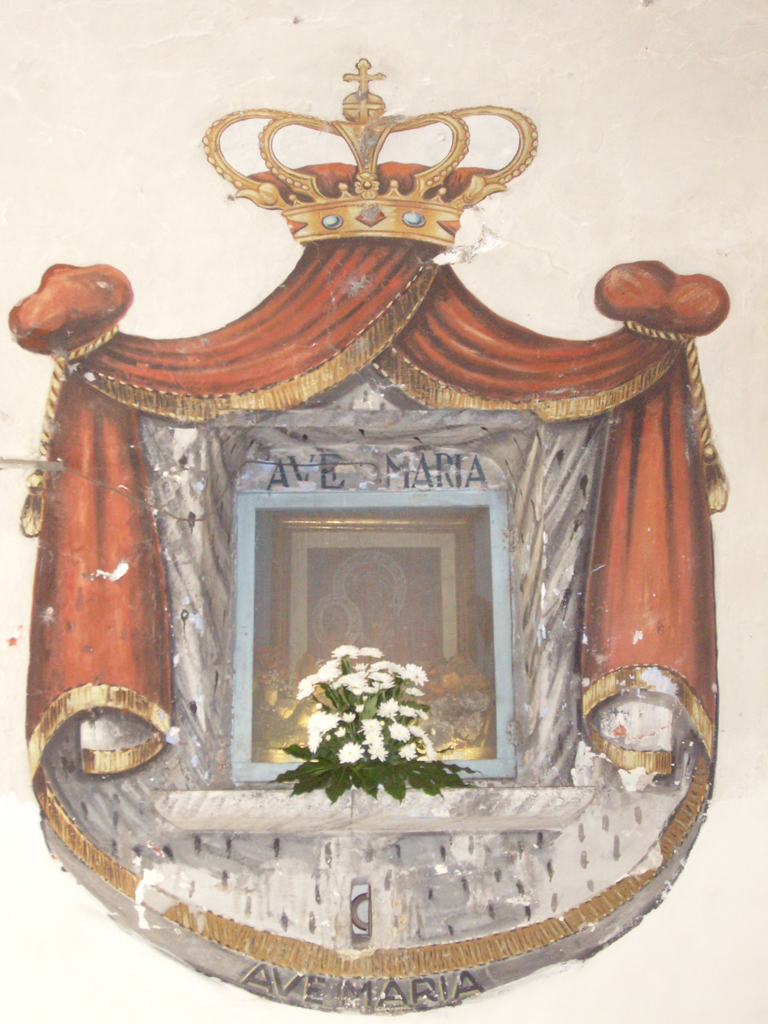
Nicchia all'interno dell'arco di Carbutto.

La Terra Vecchia è il nucleo più antico della città di Cerignola, risalente con tutta probabilità all'epoca romana. Si presenta come un tipico aggregato urbano medievale ad accerchiamento dalla forma circolare. È situato nella parte nord della città su una collina.

## Storia
Cerignola si trova al crocevia di due importanti sistemi infrastrutturali: i tracciati dauni e romani ed i tratturi per la transumanza, tant'è che in epoca romana la città rappresentava già un insediamento di scambio. Ad avvalorare la tesi dell'origine romana del borgo vi è il suo impianto urbanistico, ricco di elementi di ortogonalità tipici dei centri del Medioevo sviluppatosi su agglomerati preesistenti. 
In epoca medievale il borgo, ridotto a sede di feudo, fu dotato di castello, torri e cinta muraria. Resti delle mura sono osservabili lungo via 13 Italiani e via Torrione. Attualmente invece risulta essere perimetrato da una serie di costruzioni che ne delimitano i confini.
Il tessuto viario è disordinato e si sviluppa intorno ad un asse principale, via Piazza Vecchia, che collega le due principali porte d'ingresso alla città (l'Arco della Piazza o Pignatelli e l'Arco di Carbutto - Figg. 1-2 -) e in cui confluiscono numerose stradine strette e tortuose caratterizzate dall'assenza del marciapiede. La pavimentazione è ad acciottolato (Fig. 3) strutturato in forme geometriche riquadrate da lastre di pietra.
Il borgo presenta una tipologia assortita di abitazioni: case ad un solo piano, i cosiddetti bassi (Fig. 4), composti da un solo vano e generalmente privi di finestre; gli iusi (Fig. 5), ovvero abitazioni poste al disotto del piano stradale per circa 4 metri; i vignali o soprano (Fig. 6) elevati rispetto al piano stradale e a cui si accede attraverso una scalinata esterna, queste case erano destinate alle classi più abbienti e spesso erano arricchite da elementi architettonici quali: verande, lesene ed incorniciature architettoniche ed infine troviamo le case a più piani (Palazzo Matera, Palazzo Bruni, Palazzo Gala e il Palazzo della Chiesa) che ospitavano invece le famiglie nobili più influenti e risalenti circa al XV-XVI secolo. 
L'antico borgo ospita anche la vecchia cattedrale, la chiesa madre (Fig. 7), che è anche il tempio più antico della città (XI-XIII secolo), che divenne sede vescovile nel XIX secolo. Attualmente è sede della parrocchia di San Francesco d'Assisi. Sempre nel borgo troviamo, inoltre, la Chiesa di Sant'Agostino con annesso il convento (XV secolo), la Chiesa di San Leonardo (XV secolo) e la Chiesa di San Giuseppe o della Santissima Trinità o di Sant'Elena. Oltre alle numerose chiese ed alle diverse tipologie di palazzi, il borgo è caratterizzato da molte testimonianze epigrafiche: semplici date, attestazioni di proprietà e motti (Figg. 8-11). Interessante è un'iscrizione su tufi che fa riferimento al terremoto del 1731. Proprio quest'ultimo causò notevoli danni all'intero centro storico, distruggendo buona parte degli edifici, tra cui il castello che fu semidistrutto.
Nella seconda metà del '700 iniziò la fase di ricostruzione del borgo e si assistette ad un'ulteriore espansione della città al di fuori delle mura. La ricostruzione avvenne però in maniera del tutto caotica, con edifici privati dei piani superiori, distrutti dal terremoto, e con altri costruiti riciclando le macerie di altre abitazioni. Nell'Ottocento il borgo raggiunse la sua fisionomia definitiva, anche perché le espansioni della città non interessarono più il borgo, che anzi cominciò a trovarsi in posizione abbastanza decentrata rispetto all'abitato.
Fortunatamente è possibile affermare che la parte più antica della città conserva quasi inalterata la sua fisionomia originaria, rappresentando di fatto un'importante testimonianza storico-culturale. Attualmente sono in atto lavori di ristrutturazione atti alla sua riqualificazione.

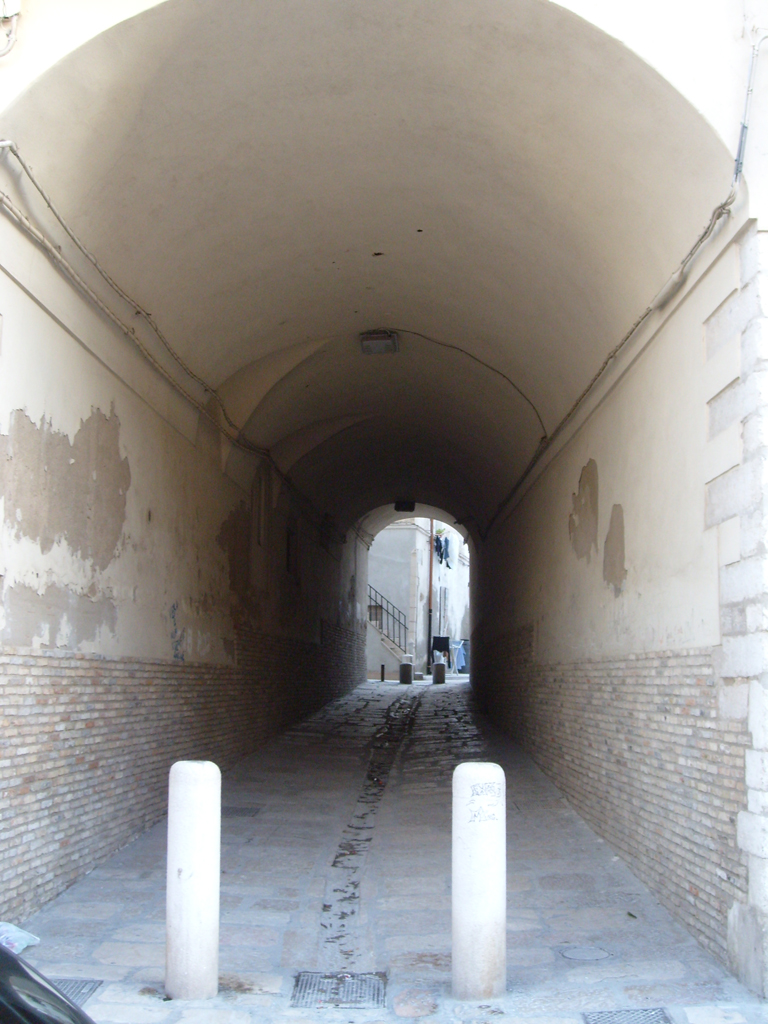
Fig. 1: Arco di "Carbutto".
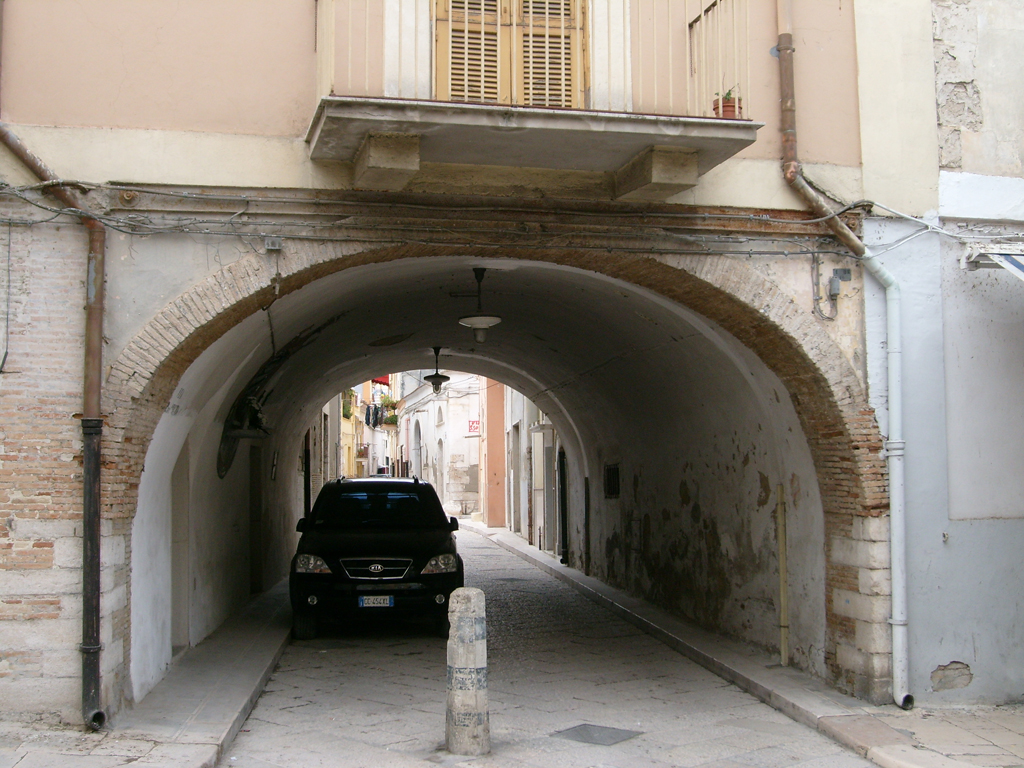
Fig. 2: Arco della Piazza.
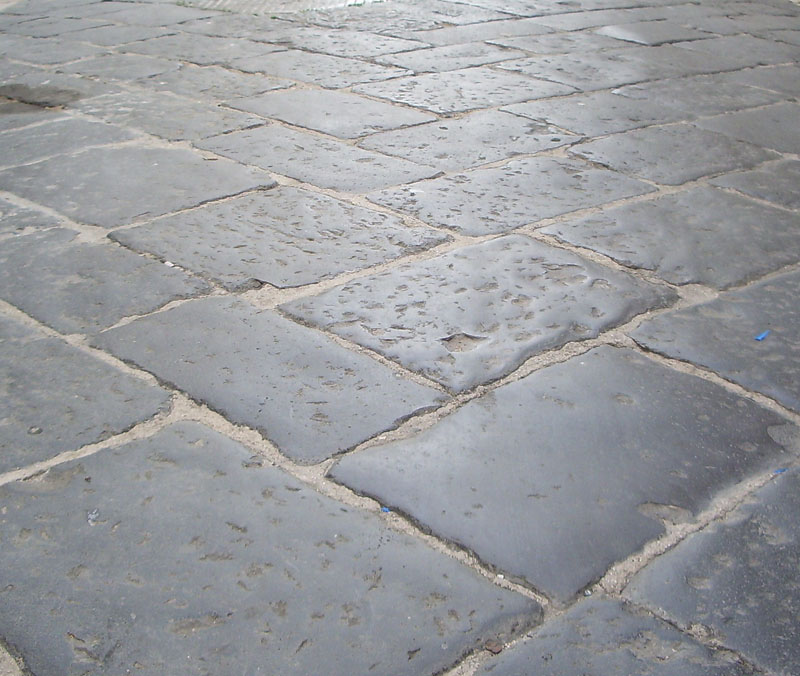
Fig. 3: Pavimento ad acciottolato.
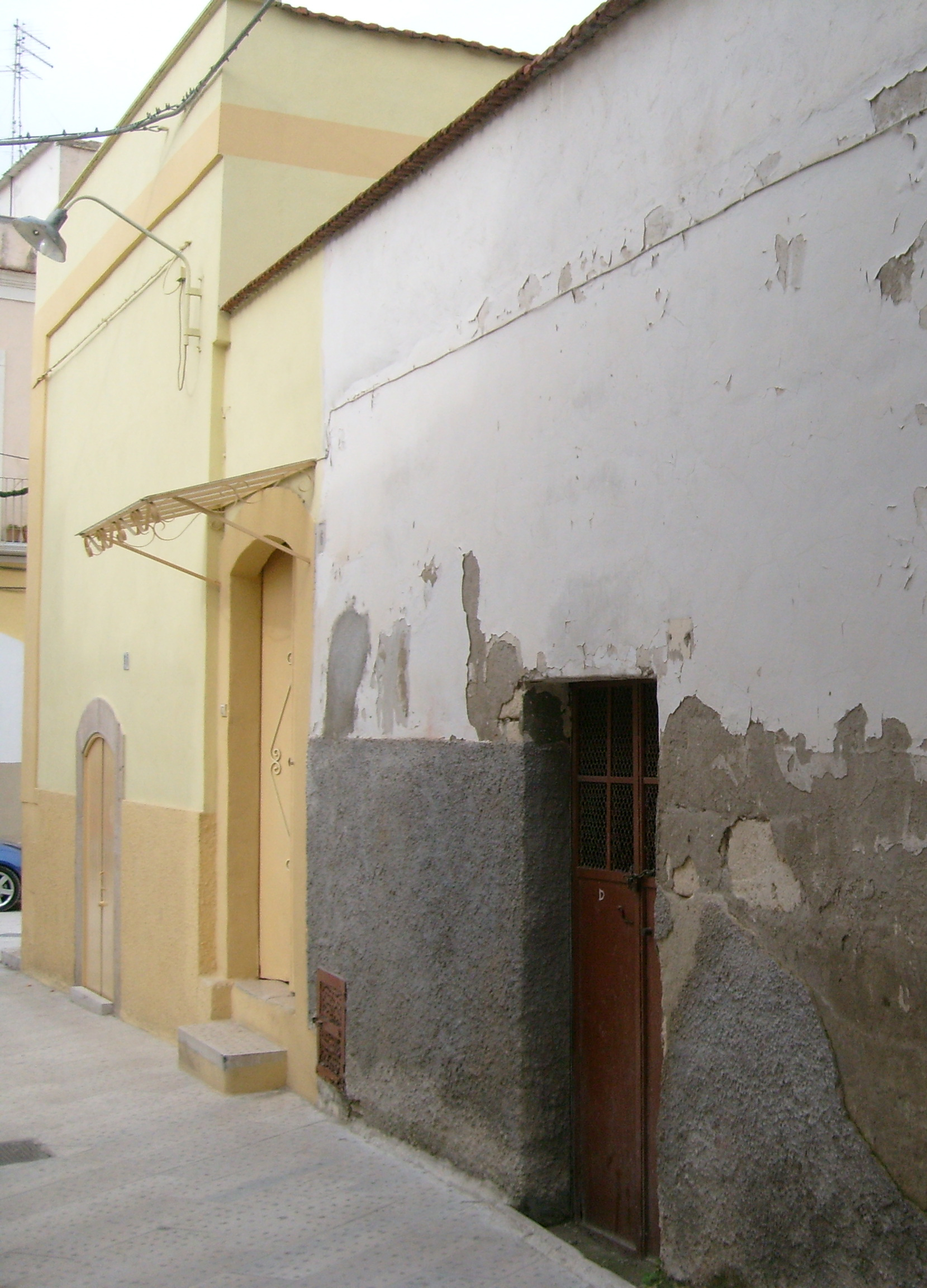
Fig. 4:  Abitazione a basso.
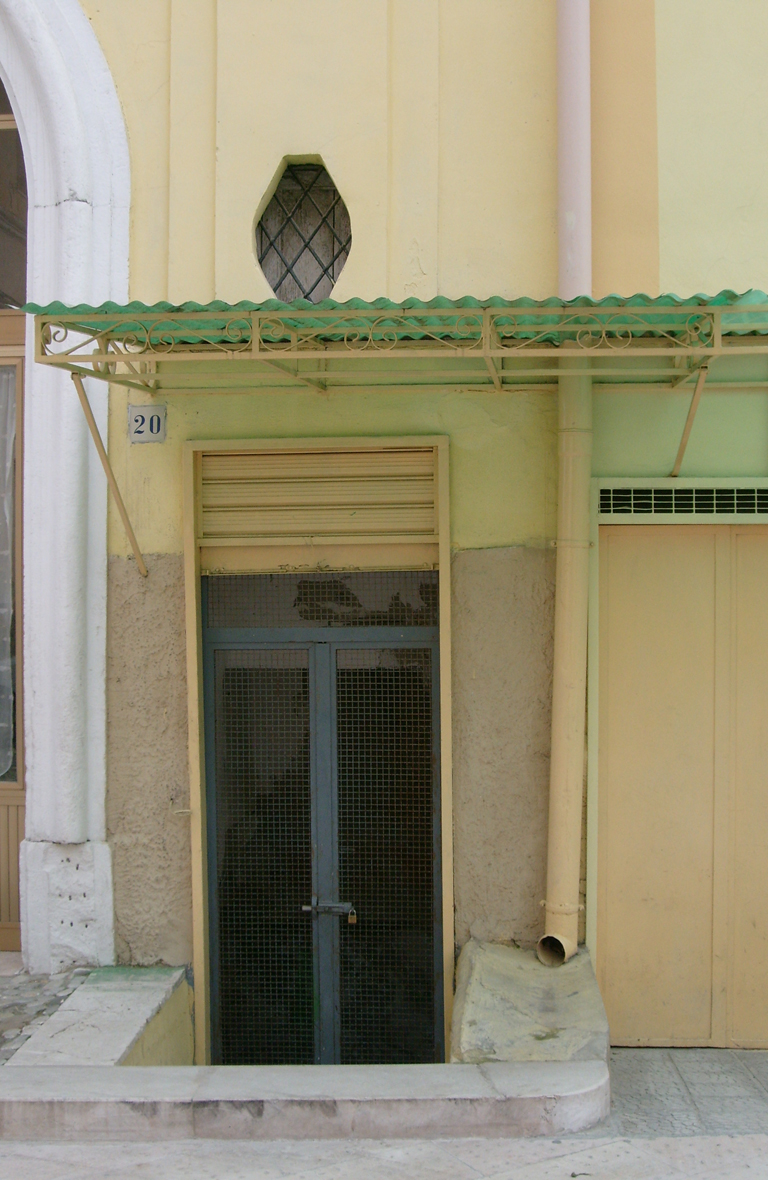
Fig. 5: Abitazione a iuso.
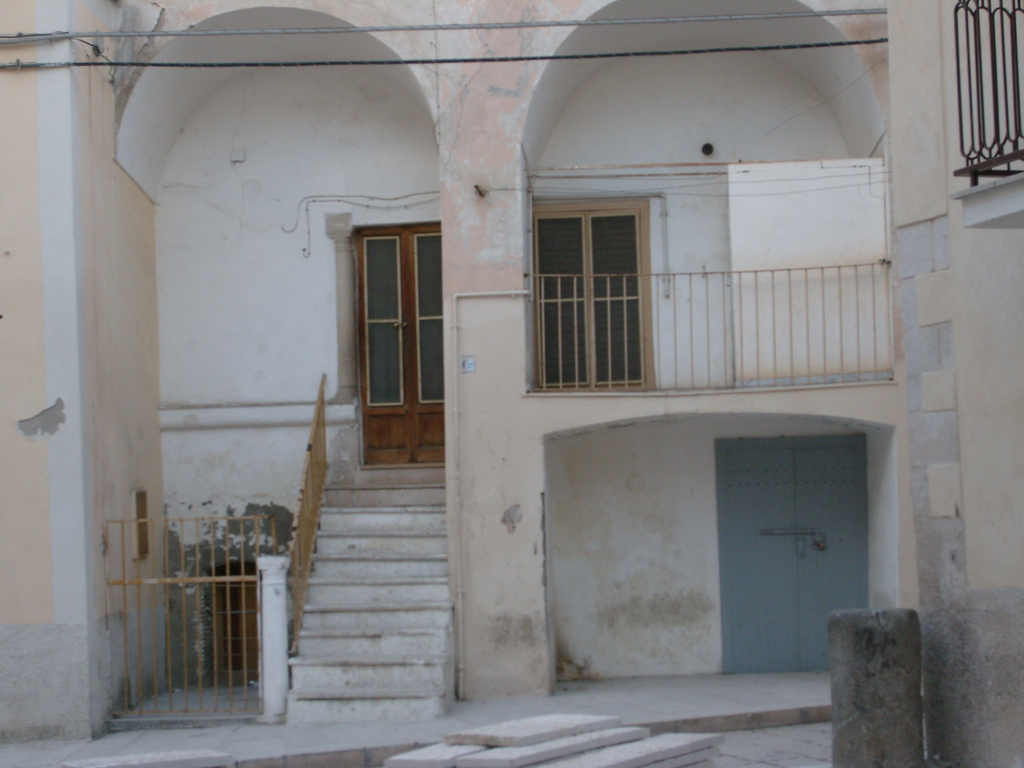
Fig. 6: Abitazione a vignale.
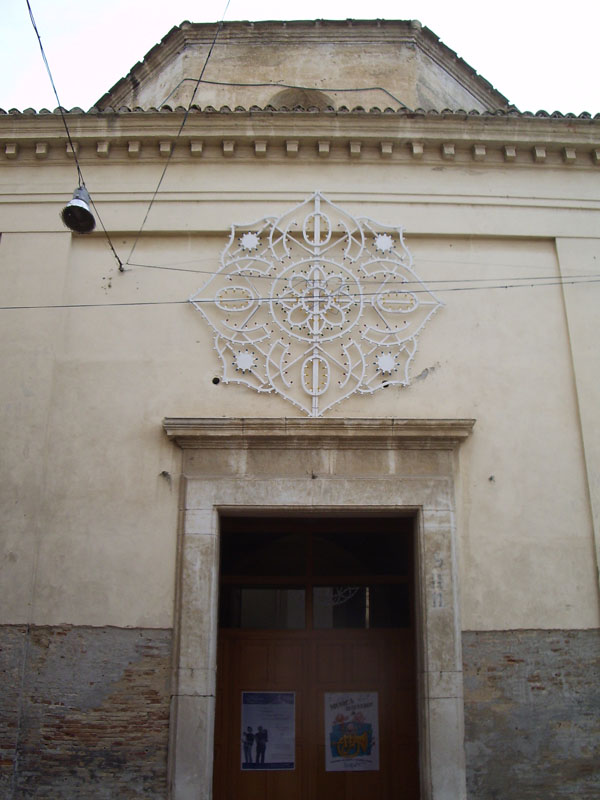
Fig. 7: Facciata della Chiesa Madre.
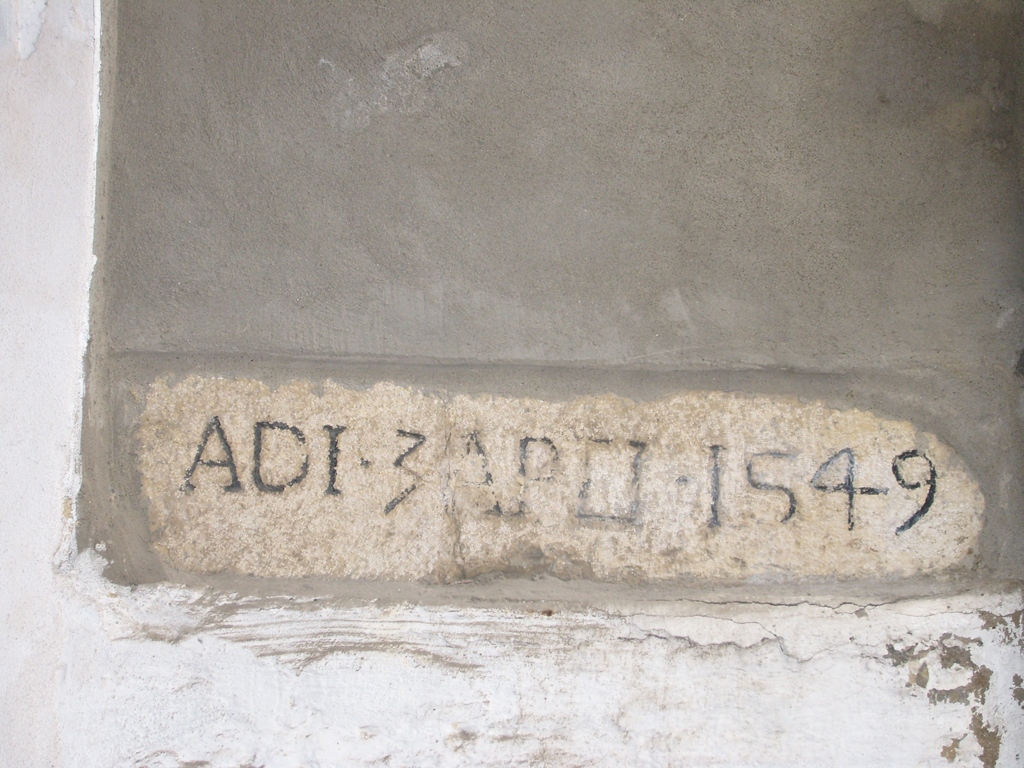
Fig. 8: Testimonianza epigrafica.
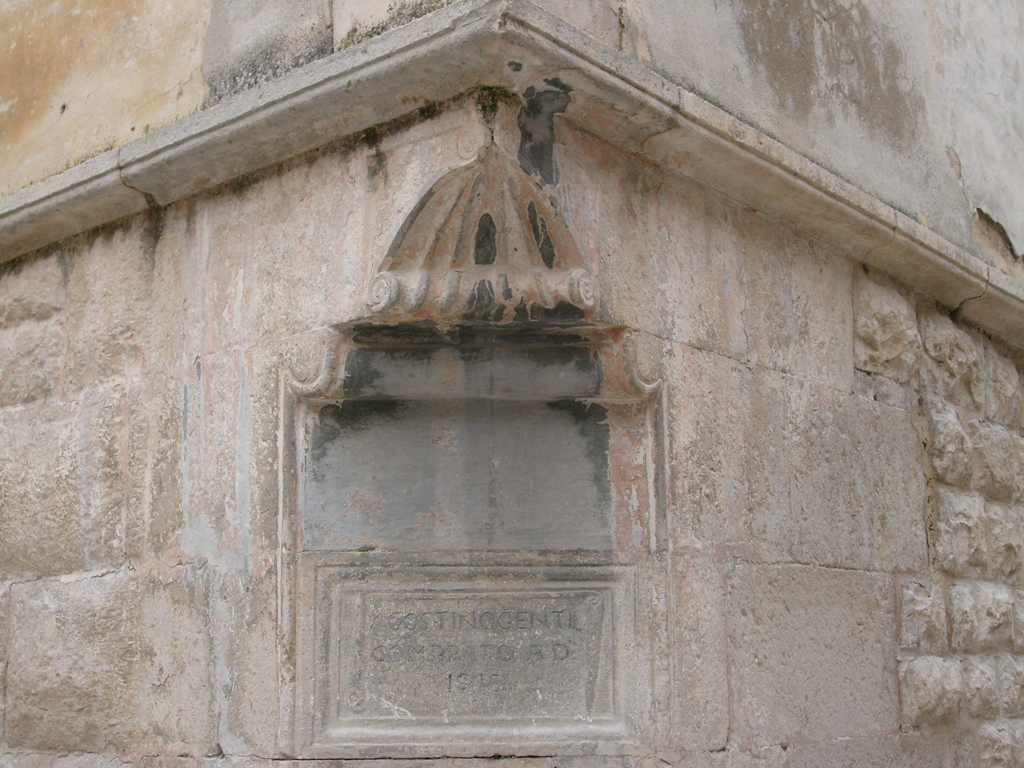
Fig. 9 Testimonianza epigrafica sull'ex Palazzo della Chiesa.
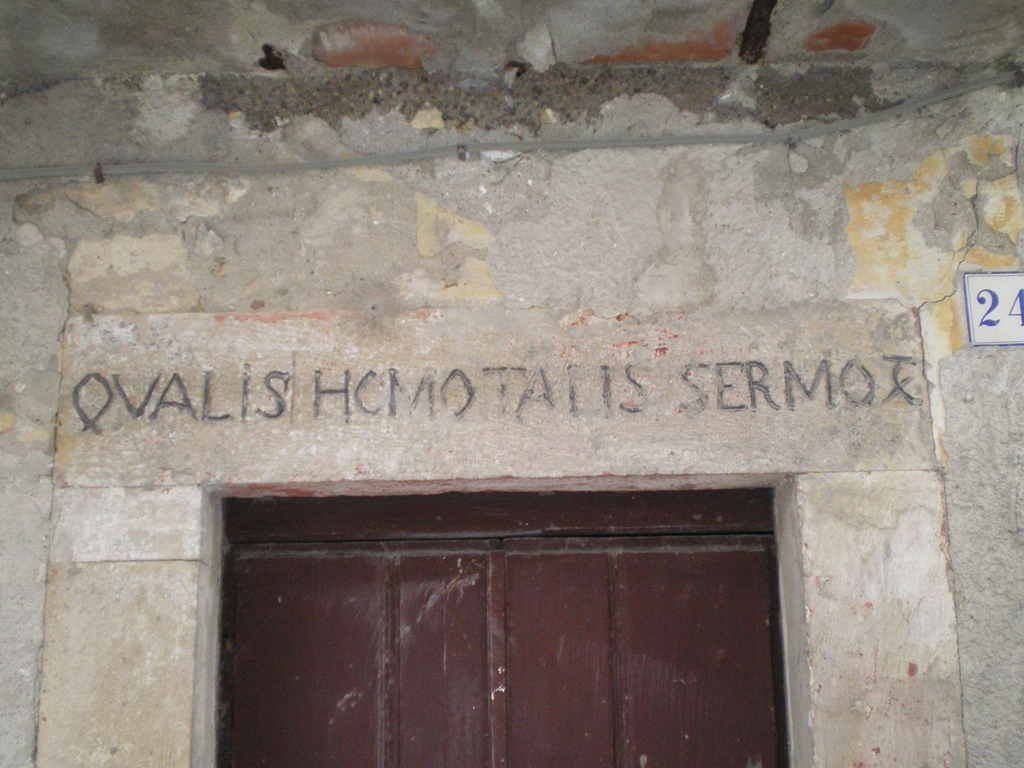
Fig. 10 Testimonianza epigrafica.
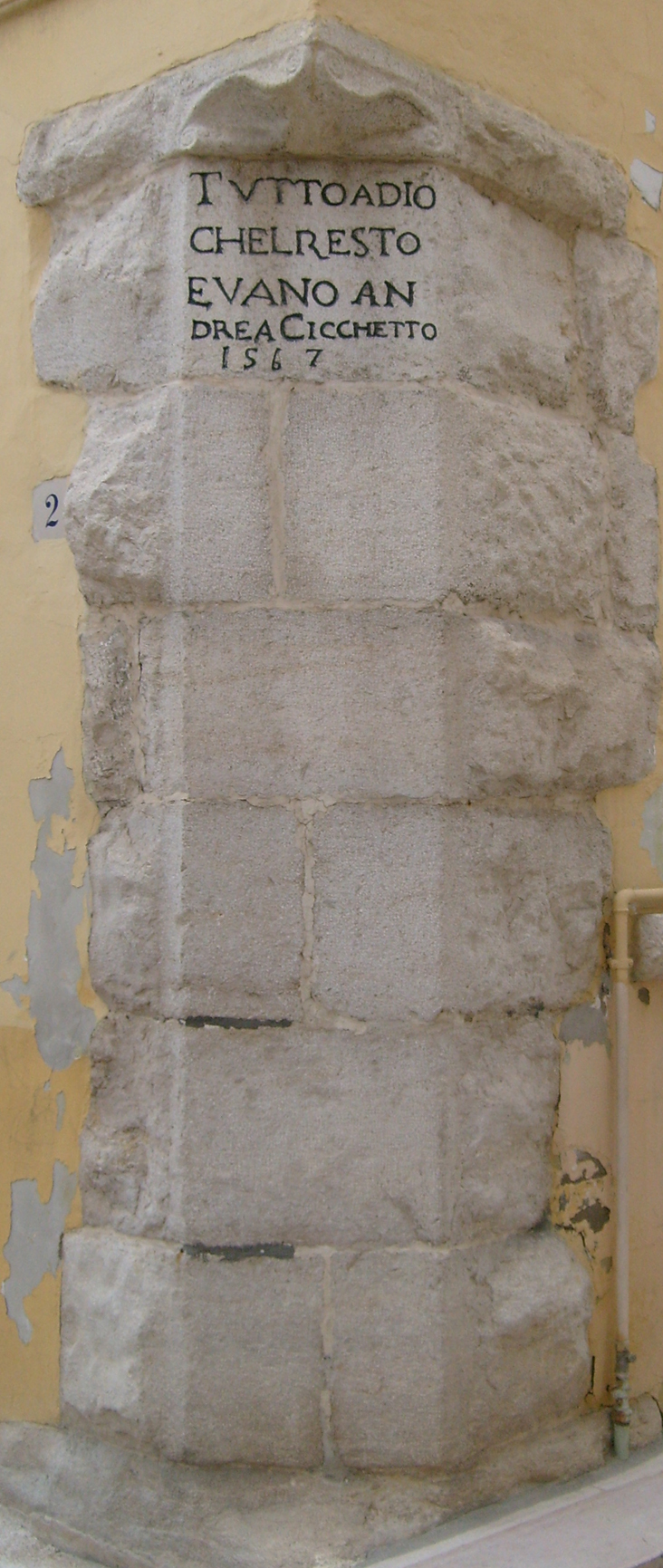
Fig. 11: Testimonianza epigrafica all'ingresso della casa di Andrea Cicchetto.

## I cunicoli
Il sottosuolo della Terra Vecchia presenta una serie di gallerie sotterranee, scavate in un arco temporale che va dal XI-XII secolo al XVIII-XIX secolo, che dal borgo antico dipartono verso le principali direttrici della città. I cunicoli, a struttura gotica o moresca, servivano principalmente come difesa contro gli invasori.
Durante la seconda guerra mondiale, un cunicolo con accesso da Palazzo Bruni conduceva dalla torre dell'orologio fino a Borgo Tressanti.